# ترنر، قلمرو پایتختی استرالیا
ترنر (به انگلیسی: Turner) یک حومه شهر در استرالیا است که در قلمرو پایتختی استرالیا واقع شده‌است.